# Stazione di Villa San Michele
La stazione di Villa San Michele è una fermata ferroviaria della ferrovia Sulmona-Isernia a servizio di Villa San Michele, frazione di Vastogirardi. Dista da quest'ultimo 8,4 km.

## Storia
La fermata, originariamente denominata "Pagliarone", venne attivata il 2 giugno 1961; l'anno successivo assunse la denominazione di "Villa San Michele".

## Strutture e impianti
La fermata, a binario unico, è dotata di un fabbricato viaggiatori che ospita una sala d'attesa. È gestita da Rete Ferroviaria Italiana, che la colloca nella categoria "Bronze".

## Movimento
Al 2007, l'impianto risultava frequentato da un traffico giornaliero medio di 1 persona.
La fermata non è più servita da alcun treno che effettua il servizio viaggiatori a partire dall'11 ottobre 2010, data della sospensione dell'esercizio regolare sulla tratta Castel di Sangro-Carpinone. Al suo posto, è stato attivato un servizio di bus sostitutivi tra le stazioni di Castel di Sangro ed Isernia.
A partire dal 2014 vi transitano occasionalmente dei treni turistici organizzati da Fondazione FS Italiane e dall'associazione Le Rotaie.

## Servizi
- Sala d'attesa